# Chamique Holdsclaw
Chamique Holdsclaw, född den 9 augusti 1977 i Astoria, USA, är en amerikansk basketspelare som tog OS-guld 2000 i Sydney. Detta var USA:s andra OS-guld i dambasket i rad.

## Klubbhistorik
- Washington Mystics (1999–2004)
- Los Angeles Sparks (2005–2007)
- Atlanta Dream (2009)
- San Antonio Silver Stars (2010)